# Josip Iličić
Josip Iličić (Prijedor, Bosnia y Herzegovina, 29 de enero de 1988) es un futbolista esloveno, de origen bosniocroata, que juega de delantero en el F. C. Koper de la Primera Liga de Eslovenia.

## Trayectoria
Empezó su carrera jugando en los equipos juveniles de NK Triglav y más tarde NK Britof de Kranj. A la edad de 19 años se trasladó a SC Bonifika donde jugó una temporada en la segunda división de Eslovenia. Fue allí cuando su talento fue ojeado por NK Interblock donde permaneció durante dos temporadas jugando en la liga eslovena superior. Al final de la temporada 2009-10 NK Interblock fue descendido a la segunda división de Eslovenia. A pesar de ser uno de los mejores jugadores de su club y uno de los mejores prospectos de Eslovenia de fútbol terminó la temporada como reserva.
Un par de meses más tarde se trasladó al N. K. Maribor, donde hizo un gran impacto desde el principio ya que anotó dos goles en el partido de la Liga Europa de la UEFA contra el club de la Scottish Premier League, Hibernian en julio de 2010. A continuación, volvió a anotar, en el partido de vuelta de la ronda de los playoffs de la UEFA Europa League contra el Palermo, que terminó en una victoria 3-2 para el lado esloveno. Al día siguiente, se confirmó que Palermo había adquirido a Ilicic y su compañero Armin Bačinović de Maribor para un movimiento permanente. La tasa de transferencia pagados por Palermo no fue revelado, pero se cree que alrededor de 2,3 millones de euros, que es una cifra récord en el fútbol del club esloveno.
A continuación, en la siguiente temporada ya era titular y anotó su primer gol con el Palermo en casa ante el vigente campeón, el Inter de Milán. Sólo cuatro días después, el 23 de septiembre de 2010, marcó su segundo gol de la temporada, esta vez contra otro gigante italiano Juventus. Sus actuaciones terrible contra los mejores equipos italianos continuaron cuando anotó el primer gol contra la Fiorentina, el 3 de octubre de 2010. Él anotó otro gol el 17 de octubre de 2010, cuando marcó contra el Bolonia.
En 2017 llegó al Atalanta B. C., equipo en el que marcó 60 goles en 173 partidos hasta su marcha a finales de agosto de 2022, después de verse sumergido en una gran depresión. Entonces, tras algo más de un mes sin equipo, volvió al N. K. Maribor doce años después de haberse marchado a Italia. Allí recuperó al menos el ánimo y el disfrute de jugar al fútbol, marcando dos goles en sus primeros ocho encuentros disputados.
Los hinchas del Atalanta, en un viaje hacia Austria en octubre de 2023 para alentar al equipo en un partido de la Liga Europa, se desviaron 600 km para visitarlo, sacarse fotos y homenajearlo.
Su segunda etapa en Maribor finalizó al terminar la campaña 2024-25 y en junio de 2025 se unió al F. C. Koper.

## Selección nacional
Hizo su debut con la selección nacional en un partido amistoso contra Australia el 11 de agosto de 2010.

### Participaciones en Eurocopas
| Copa          | Sede     | Resultado        | Partidos | Goles |
| ------------- | -------- | ---------------- | -------- | ----- |
| Eurocopa 2024 | Alemania | Octavos de final | 2        | 0     |

## Nacionalidad
Nació en Prijedor, la actual Bosnia y Herzegovina y se trasladó a Eslovenia tras la muerte de su padre cuando apenas tenía un año de edad, junto con su madre Ana y su hermano Igor. Como una perspectiva superior, sin experiencia del equipo nacional se le pidió una vez en una entrevista si estaría interesado en jugar para el equipo de fútbol de Croacia, debido a su ascendencia croata, pero Iličić respondió que él nunca habría aceptado la oferta porque él ha vivido en Eslovenia toda su vida. Más tarde se ha hecho un comentario similar sobre el país que lo vio nacer.

## Clubes
| Club                | País                | Año                 | Partidos | Goles |
| ------------------- | ------------------- | ------------------- | -------- | ----- |
| Bonifika            | Eslovenia           | 2007-2008           | 24       | 3     |
| Interblock          | Eslovenia           | 2008-2010           | 65       | 14    |
| N. K. Maribor       | Eslovenia           | 2010                | 11       | 4     |
| U. S. C. Palermo    | Italia              | 2010-2013           | 107      | 25    |
| ACF Fiorentina      | Italia              | 2013-2017           | 137      | 37    |
| Atalanta B. C.      | Italia              | 2017-2022           | 173      | 60    |
| N. K. Maribor       | Eslovenia           | 2022-2025           | 78       | 15    |
| F. C. Koper         | Eslovenia           | 2025-               | 1        | 0     |
| Total en su carrera | Total en su carrera | Total en su carrera | 595      | 158   |

### Tripletes
| Lista de partidos en los que anotó tres o más goles | Lista de partidos en los que anotó tres o más goles | Lista de partidos en los que anotó tres o más goles | Lista de partidos en los que anotó tres o más goles | Lista de partidos en los que anotó tres o más goles | Lista de partidos en los que anotó tres o más goles | Lista de partidos en los que anotó tres o más goles |
| #                                                   | Fecha                                               | Estadio                                             | Partido                                             | Goles                                               | Resultado                                           | Competición                                         |
| --------------------------------------------------- | --------------------------------------------------- | --------------------------------------------------- | --------------------------------------------------- | --------------------------------------------------- | --------------------------------------------------- | --------------------------------------------------- |
| 1                                                   | 18 de marzo de 2018                                 | Estadio Marcantonio Bentegodi, Verona               | Hellas Verona - Atalanta                            |                                                     | 0 - 5                                               | Serie A 2017-18                                     |
| 2                                                   | 21 de octubre de 2018                               | Estadio Marcantonio Bentegodi, Verona               | Chievo Verona - Atalanta                            |                                                     | 1 - 5                                               | Serie A 2018-19                                     |
| 3                                                   | 29 de diciembre de 2018                             | MAPEI Stadium - Città del Tricolore, Reggio Emilia  | US Sassuolo - Atalanta                              |                                                     | 2 - 6                                               | Serie A 2018-19                                     |
| 4                                                   | 25 de enero de 2020                                 | Estadio Olímpico de Turín, Turín                    | Torino - Atalanta                                   |                                                     | 0 - 7                                               | Serie A 2019-20                                     |
| 5                                                   | 10 de marzo de 2020                                 | Estadio de Mestalla, Valencia                       | Valencia - Atalanta                                 |                                                     | 3 - 4                                               | Liga de Campeones de la UEFA 2019-20                |